# Goerodes viperus
Goerodes viperus är en nattsländeart som beskrevs av Weaver 1989. Goerodes viperus ingår i släktet Goerodes och familjen kantrörsnattsländor. Inga underarter finns listade i Catalogue of Life.